# До добра і краси
«До добра і краси» — перший західноукраїнський повнометражний фільм, що вийшов у 1938 році за сценарієм Романа Купчинського і Василя Софроніва (Левицького), режисер Юліан Дорош. Головні актори: Андрій Поліщук і Марічка Сафіян.

## Сюжет
У фільмі показано цікавий і змістовний сюжет про хлопця, пограбованого і побитого батярами, який згодом з допомогою дівчини стає справжнім господарем. Дія фільму відбувається над Дністром, на тлі покутських традицій, ігрищ та забав.

## Технічні дані
- Замовником стрічки виступив Ревізійний союз українських кооперативів, тож вона мала агітувати за українську кооперацію, що якраз робила свої перші кроки.
- Зйомки проходили селі Семенівка на Городенківщині на голому ентузіазмі. Наприклад, оператор був і режисером, а на головні ролі запросили непрофесійних акторів — молодого соліста Львівського оперного театру Андрія Поліщука та учасницю аматорського колективу Марічку Сафіянівну. В епізодах виступала також студентка Вищого музичного інституту Оксана Радзівіл. Решту ролей грали селяни рідного села Дороша — Семенівки. Мешкала знімальна група в хаті батьків оператора-режисера.
- Не сприяла роботі над стрічкою погода — за сценарієм потрібно було відтворити всі чотири пори року, а зима 1936—1937-го років видалася безсніжною, наступне ж літо — дуже дощовим.
- Найважчими склалися умови для виконавця головної ролі, адже йому, за сценарієм, доводилося в мороз і заметіль подовгу лежати на снігу лише в сорочці.
- Гонорар за день зйомок становив лише п'ять злотих.
- Фільм показували в містечках і селах на теренах усієї Галичини. Для багатьох глядачів, особливо в селах, вона стала першим побаченим кінофільмом.

## Про фільм
|               | Дошкульно відчувається в такій праці брак фахового помічного персоналу. Немає ще ні режисера, ні вишколених фільмових артистів. Та все ж таки я вірю, що й до цього дійдемо. Мусимо виплекати й придбати все. Ця фільма, припускаю, проломить леди недовір'я. Ширші кола громадянства заінтересуються рідною фільмою. Знайдуться капітали й можна буде розгорнутися на весь світ |
| — Юліан Дорош | |

|                  | Це дуже приємна праця. Для мене тим більше вона цікава, що це перша українська фільма. Я щиро тішуся, що мені пощастило брати в ній участь. Працюю з правдивим вдовіллям і сподіюся, що ці перші піонерські кроки у нашім фільмовім мистецтві не змарнуються, а створять підставу до вищого лету... |
| — Андрій Поліщук | |